# Kodhipparu
Kodhipparu (ou Kuda Vattaru) est une petite île inhabitée des Maldives. Elle constitue une des îles-hôtel des Maldives en accueillant le Grand Park Kodhipparu Resort, ouvert 2017.

## Géographie
Kodhipparu est située dans le centre des Maldives, au Sud-Ouest de l'atoll Malé Nord, dans la subdivision de Kaafu. 